# Spongospora
Genre
Spongospora est un genre de la division des Rhizaria, de l'embranchement des Cercozoa, appartenant à la famille des Plasmodiophoridae.
Ce genre, précédemment classé parmi les champignons, comprend des organismes phytopathogènes, dont la sous-espèce Spongospora subterranea f. sp. subterranea, agent de la gale poudreuse de la pomme de terre.
Tous les membres du genre Spongospora sont des parasites obligatoires et ne peuvent être cultivés en dehors des plantes hôtes.

## Liste d'espèces
Selon NCBI (18 sept. 2011) :
- Spongospora subterranea
  - Spongospora subterranea f. sp. nasturtii
  - Spongospora subterranea f. sp. subterranea

Selon ITIS (18 sept. 2011) :
- Spongospora subterranea (Wallr.) Lagerh.